# Захисники (фільм, 2017)
«Захисники» (рос. Защитники) — російський супергероїчний фільм 2017 року режисера Саріка Андреасяна. Прем'єра відбулася 23 лютого. Активно рекламуючись, фільм позиціонувався як «перший російський супергероїчний фільм» і «відповідь „Месникам“», однак зібрав вкрай низькі оцінки глядачів і критиків.

## Сюжет
Фільм починається із заставки, яка демонструє розробку радянськими ученими технологій вдосконалення людини. В наш час на військовому полігоні в Росії відбувається презентація новітніх бойових установок зі штучним інтелектом ПУМ. Несподівано роботи виходять з-під контролю і розстрілюють всі війська навколо. З туману лише на мить з'являється чоловік, що за допомогою електричних імпульсів підкорив собі техніку.
На скликаній нараді генерал Долгов розповідає про розроблену в 1940-х програму «Патріот». У кожній з республік СРСР тоді було створено по лабораторії, де здійснювалися генетичні експерименти на основі захоплених у нацистів даних. Її конкурентом була програма «Модуль 1» зі створення універсального пульта керування, який давав би владу над будь-якою технікою в світі. Керівник останнього Август Куратов, заздрячи успіхам «Патріота», присвоїв собі досягнення з генетики. Жертвами його експериментів стали кілька десятків людей, лише декілька з яких вижили. Коли злочин розкрився, Куратова було засуджено до розстрілу. Та він зумів сховатися у лабораторії генетичних досліджень і спричинив вибух. Куратов опромінився радіацією, спотворився і отримав надлюдську силу. Саме Куратов напав на полігон із завершеною програмою «Модуль 1» і протистояти йому здатні тільки вцілілі породжені його дослідами надлюди. На їх пошуки посилають Олену Ларіну, нинішнього керівника програми «Патріот». Її місія отримує назву «Захисники».
Проаналізувавши дивні випадки і чутки, Олена вираховує вірогідні місця проживання майбутніх супергероїв. У вірменському монастирі Хор Вірап вона знаходить Лерника Оганесяна — чоловіка, здатного на відстані маніпулювати камінням. Маючи шанс помститися Куратову за те, що набуті здібності завдали йому душевного болю, Лерник погоджується приєднатися. Разом вони розшукують Хана — надшвидкого героя, що вершить самосуд у Казахстані, Арсуса — відлюдника, здатного перетворюватися на ведмедя, який ховається на плато Путорана і Ксенію — циркову акробатку, яка стає невидимою при контакті з водою. Ксенія не бажає одразу приєднуватися до інших надлюдей і б'ється з Ханом, Арсус зауважує, що вони всі самотні та обділені долею. Ксенія погоджується стати однією із Захисників, якщо їй допоможуть з'ясувати її минуле.
Супергерої за джерелом Долгова знаходять лабораторію Куратова, яка добре охороняється. Завдяки своїм здібностям вони пробираються всередину. Але їх знешкоджують: Ксенію заморожують рідким азотом, у Хана влучають транквілізатором, а Арсуса ловлять тенетами. Лерник вирушає помститися лиходієві сам, але той перемагає і ламає йому спину. Куратов ув'язнює решту і пропонує служити йому, або їх всіх чекає смерть. Давши 30 годин на роздуми, він спрямовує захоплену своїми силами армію з роботів, іншої техніки та вирощених в лабораторії солдатів-клонів на Москву. Він зломлює будь-який спротив на шляху і з допомогою гелікопетрів викрадає Останкінську телевежу. Зрадника Долгова, що допоміг йому в цьому, лиходій душить до смерті.
Олена знаходить на полі бою непритомного Лерника і переправляє його до штабу «Патріота». Він розповідає їй як втратив свою доньку — через своє сповільнене старіння він пережив її і власноруч поховав. Несподівано до Олени приходить Віктор Добронравов — керівник програми генетичних дослідів, якого Куратов колись підставив і відібрав його напрацювання. Добронравов здогадується, де той може тримати супергероїв. Коли вони звільняються, Арсус зізнається, що наглядав за Ксенією. Також він ділиться з Оленою своїми побоюваннями про те, що колись залишиться ведмедем назавжди. Тим часом Куратов розшукує Добронравова у своїй колишній лабораторії, де той вивчає солдат-клонів та вбиває його, щоб у світі не було генія, рівного Куратову. Лиходій використовує Останкінську вежу, щоб захопити радянську бойову станцію «Молот», яка може знищити кілька міст. Але в штабі «Захисників» розуміють — його справжня мета — взяти під контроль всі супутники аби керувати технікою у всьому світі. Арсус здогадується, що Куратову для цього треба встановити Останкінську вежу на найвищій будівлі району Москва-Сіті. Супергероям видають костюми і зброю, що доповнюють їхні здібності. Так, Лерник отримує електромагнітний батіг, Хан — зміцнений костюм і гарпун, Арсус — кулемет, який стає автоматичним при другій фазі трансформації, а Ксенія — змогу ставати невидимою будь-де. Пройшовши тренування, вони вирушають в Москву.
Супергерої відбирають у командирів загонів клонів ключі від силового поля, яке оточує будівництво передатчика Куратова. Хан рятує друзів на балках від падіння через обстріл клонів і проводить у вежу. В цей час Олена знаходить ледь живого Добронравова, який повідомляє як здолати Куратова — герої можуть передати свою енергію один одному і так поєднати сили, але це вкрай небезпечно. Захисники вимикають поле, однак тут Куратов виходить проти них на бій і долає усіх. У штабі «Патріота» вирішують розстріляти вежу з артилерії, а героїв евакуюють літаком. Хан перерізає трос, на якому вони всі тримаються, щоб продовжити боротьбу. В цей час Куратов збиває всі запущені снаряди і захоплює контроль над «Молотом». Захисники вирішують об'єднати сили, вони створюють вибух, який руйнує Москву-Сіті і Останкінську вежу заразом. Куратов падає з вежі зі словами «Вам мене не здолати! Я вас створив!».
У новинах повідомляють, що Москву було відбито з допомогою «секретної зброї», а руїни відбудовано «в найближчі терміни». Олена дякує Захисникам і каже, що цінує їх не за їхні здібності, а за їхню хоробрість. Ксенія згадує як Арсус подарував їй перстень, у чому знаходить заспокоєння, а інші впевнюються, що тепер мають друзів. Арсус вважає, що люди не готові дізнатися правду про програму «Патріот», тому мусять повернутися до своїх справ. Однак Олена зупиняє його словами, що знайдено інших надлюдей.

## Основні персонажі

### Захисники
- Лер/Лерник Оганесян (Вірменія) — колишній спортсмен, що з дитинства любив землю і в програмі «Патріот» отримав владу над нею. Наділений надзвичайною силою і здатністю керувати ґрунтом і камінням: рухає їх, розбиває лише силою думки, складає з каміння своєрідну броню. Пішовши на експеримент зі вдосконалення людини, згодом пожалкував про це. Через подовжене життя Лер застав смерть своєї доньки, тому зрештою пішов у монастир. Ставши одним із Захисників, отримав електромагнітний батіг, який може згортатися в щит[2].
- Хан (Казахстан) — в давнину цікавився східними єдиноборствами і завербований до програми «Патріот», вирішив розвинути свої задатки. Експеримент з ним виявився провальним: Хан постійно відчував біль і не міг ходити. Завдяки східним практикам тілесного і духовного лікування переборов це і зумів спрямувати свої сили в нове русло. Роки болю зробили Хана незворушним і справедливим, однак по-своєму: він убивав тих, кого сам вважав лиходіями. Хан почав цим займатися, коли одного разу ненавмисно вбив свого брата на спортивному поєдинку. Хан вміє рухатися з надлюдською швидкістю, а людське око може сприйняти це за телепортацію. Володіє холодною зброєю і принципово не користується вогнепальною, однак як сам заявляє, в бою втрачає над собою контроль. Як Захисник отримав гарпун для швидкого підтягування до віддалених місць[3].
- Арсус/Арсеній Могильов (рос. Арсус/Арсений Могилев) (Росія) — з дитинства захоплювався біологією і був завербований до програми «Патріот», де займався генетикою. Здатний перетворюватися на ведмедя, але з кожним перетворенням ставати людиною для нього все важче. Після розпаду СРСР переховувався в Сибіру. Як Захисник отримав кулемет, який може тримати в руках як людина-ведмідь і носити на спині як повноцінний ведмідь[4].
- Ксенія/Оксана Грачова (рос. Ксения/Оксана Грачева) (Україна) — була акробаткою і готувалася виступити на Олімпійських іграх 1980, але одного разу зникла безвісти. Ксенія отямилася на березі Чорного моря, не пам'ятаючи нічого з минулого, де була підібрана професором Добронравовим. Їй було надано здатності витримувати екстремальні температури, дихати під водою і ставати в ній невидимою. Свої здібності після закриття програми «Патріот» використовувала, працюючи в цирку. Серед Захисників отримала костюм, що дозволяє ставати невидимою будь-де[5].

### Інші
- Олена Ларіна (рос. Елена Ларина) — співробітниця МВС Росії, майор. Займається пошуком надлюдей, створених у програмі «Патріот»[6].
- Микола Долгов (рос. Николай Долгов) — генерал МВС, очільник відновленої програми «Патріот». Командує операціями за участю Захисників[7]. Зрадив «Патріот», продавши Куратову Захисників. Був ним вбитий за непотрібність.
- Август Куратов — головний антагоніст фільму, творець надлюдей і розробник технології «Модуль 1» з керування будь-якою технікою. Технології вдосконалення людини відібрав у професора Добронравова, підставивши його, щоб здобути славу і владу. Коли злочин викрився, зумів втекти, але опромінився і набув надлюдської сили. Розробивши технологію «Модуль 1» отримав здатність керувати машинами. Прагне схилити Захисників на свій бік і захопити владу над усім світом аби помститися за крах своєї кар'єри[8]. Володіє армією власних клонів, що не мають власної волі і слухаються творця[9].

## Оцінки й відгуки
Фільм зібрав дуже низькі оцінки: 4 бали з 10 на IMDb та 3,1 з 10 на Кинопоиск. Головними проблемами фільму в російських виданнях називалися бездумне копіювання штампів західних супергероїчних бойовиків, відсутність логіки в діях персонажів, відсутність російського колориту і беземоційна гра акторів.
«Комсомольская правда» відгукнулося про «Захисників»: «Це аж ніяк не вирок великому російському кіно. Це його діагноз. Хронічний авось, помножений на синдром „щоб як у них“ в термінальній стадії […] І якби ж то хтось намагався маскувати обдерті „Фантастичну четвірку“, сіквел „Залізної людини“, „Безсмертні: Війна світів“ і ще десяток джерел натхнення. Але ні ж! Іноземні лахміття тут зшиті суворими білими нитками — причому подвійним швом і стібком назовні. Таке відчуття, що творці пишалися, як спритно і як масово вони обдерли чужі кінокомікси десятирічної в середньому давності.».
Журнал «Мир фантастики» найслабшим місцем фільму назвав персонажів: «Номінально персонажі у фільмі є. Ми знаємо, як їх звуть, які у них здібності. Сценарист, мабуть, навіть в курсі, що героїв належить розкривати, тому в кожного Захисника є своєрідна сцена сповіді, знята максимально статично […] Так, глядачі дізнаються, що сталося з героями в минулому, але так і не зрозуміють, хто ж вони в сьогоденні. Ні Леру, ні Арсусу, ні Хану, ні Ксенії не можна після фільму дати хоч якоїсь зрозумілої характеристики. Їхні особисті якості залишаються таємницею, покритою мороком». Журнал виніс вердикт: «Про „Захисників“ взагалі не хочеться писати, так само як не хочеться про них говорити і навіть думати. Це бездарне і безрадісне кіно. Ми, звичайно, не розраховуємо, що Сарик Андреасян відповість хоч на одне питання. Він давно заявив, що йому плювати на думку журналістів. Проблема в тому, що на глядачів йому, схоже, теж плювати. У його інтерв'ю постійно повторюються три слова: „бюджет“, „прокат“ і „збори“. Яких творчих звершень можна чекати від режисера, який піклується лише про гроші?». Разом з тим редакцією було високо оцінено хореографію боїв як чи не єдине, зроблене у фільмі вдало.
Розважальний ресурс «Канобу» написав у рецензії: «Загалом, це блідий і наскрізь порожній виріб, знятий на наші податки, нездатний викликати ніяких сильних емоцій, навіть ненависті і сорому». В «Российской газете» рецензію одразу було почато словами: «Не будемо ходити навколо. Фільм Сарика Андреасяна „Захисники“ — це погано. Втім, хто б сумнівався. Питання в іншому: наскільки це погано? Максимально. Гірше, ніж можна уявити». Як зауважили в «Афиша Daily», «Історії відомі випадки, коли кіно виявлялося настільки поганим, що глядачі отримували від нього величезне задоволення. У цьому жанрі, наприклад, працюють Кевін Сміт і Ілай Рот. Але такі перетворення не відбуваються, якщо у авторів є гординя, а в „Захисників“ її через край».
За даними сайту «Критиканство», що агрегує критичні огляди фільмів, на 27 лютого 2017 року фільм «Захисники» був четвертим найгіршим фільмом за всю історію спостережень.
Американське видання «Film» у 2021 році зарахувало «Захисників» до 15-и найгірших науково-фантастичних фільмів останніх 20-и років.

## Касові збори
«Захисників» було випущено в прокат у Росії на День захисника Вітчизни 23 лютого, за який фільм зібрав близько 83 млн рублів. Передбачалося, що до кінця прокату збори досягнуть мільярда рублів. За четвер-неділю «Захисники» зібрали 216,2 млн рублів у 1278 кінотеатрах. Стартовий результат став найкращим у кар'єрі режисера Саріка Андреасяна і найкращим для компанії Enjoy Movies. «Захисники» перевершили збори стрічок «Службовий роман. Наш час» (167,3 млн руб) і «Мафія. Гра на виживання» (152,7 млн руб). Однак, це виявилося менше за очікуванану суму. За наступний тиждень фільм зібрав тільки 21,1 млн, на 90 % менше, ніж за попередній. Тенденція падіння зборів продовжилася і в наступні тижні. «Захисники» все більше зазнавали критики, передбачалося, що стрічка навіть не окупить свого створення.
4 липня 2017 Державний Фонд Кіно Російської Федерації подав позов до компанії Enjoy Movies на суму 50,8 млн рублів з приводу коштів, виділених Фондом на виробництво «Захисників». В Enjoy Movies були готові виплатити кошти, але рахунки виявилися заблоковані за рішенням Федеральної податкової служби через виявлену помилку в підрахунку податку на прибуток. До того часу в Росії та СНД (в Україні фільм не показувався) «Захисники» зібрали 262,8 мільйона рублів при кошторисі в 380 млн. Представники Enjoy Movies повідомили, що планують звернутися до Арбітражного суду Москви із заявою про визнання компанії банкрутом.
При провалі на батьківщині, за підсумками 2017 року «Захисники» виявилися найуспішнішим російським фільмом 2017 року, показаним за кордоном. Фільму вдалося зібрати загалом $12,3 млн, з них $4,7 млн в Росії та СНД і $7,6 млн в інших країнах.